# Murtosaari (ö i Norra Savolax, Kuopio, lat 63,00, long 27,77)
Murtosaari är en ö i Finland. Den ligger i sjön Iso-Jälä och i kommunen Siilinjärvi i den ekonomiska regionen  Kuopio ekonomiska region  och landskapet Norra Savolax, i den centrala delen av landet, 300 km norr om huvudstaden Helsingfors. Öns area är 8,6 hektar och dess största längd är 0,5 kilometer i sydöst-nordvästlig riktning.